# Ridderorden en onderscheidingen in nazi-Duitsland

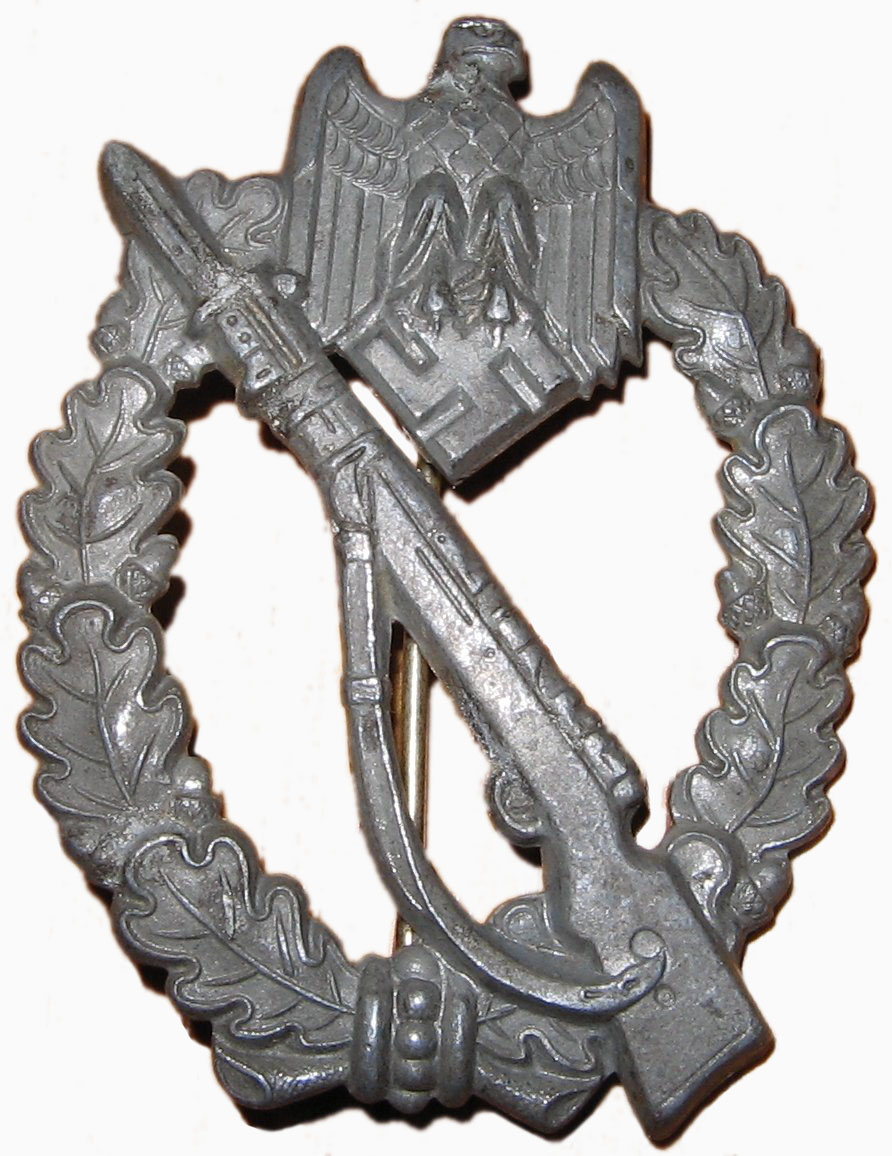
Infanterie-Sturmabzeichen uit de oorlog

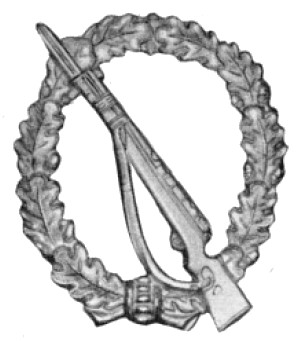
Infanterie-Sturmabzeichen model '57 van na de oorlog

Het Duitse Rijk was na de gelijkschakeling van 1933 onderworpen aan de alleenheerschappij van de Führer. Voor de Duitse ridderorden en onderscheidingen betekende dat een scherpe breuk met het verleden. De monarchieën hadden tientallen ridderorden en honderden onderscheidingen gesticht om moed, verdienste of enkel adeldom te kunnen honoreren. Als reactie op de hoogconjunctuur van de orden en onderscheidingen verkozen de Republiek van Weimar en de deelstaten om geen enkele orde en slechts enkele medailles, voor redding of vrijwilligerswerk bij de brandweer, te stichten.

## Beschrijving
Onder het nazibewind werden in 12 jaar zoveel onderscheidingen ingesteld dat zij 614 van de 4071 catalogusnummers van de Nimmergut-catalogus van Duitse orden en onderscheidingen van de middeleeuwen tot 1945 innemen.
Behalve de onderscheidingen van de Duitse staat waren er ook die van de NSDAP en haar organisaties zoals de Hitlerjugend. Staat en partij waren zozeer met elkaar vervlochten dat de onderscheidingen van partijorganisaties als de SS en die van de staat naast elkaar kunnen worden behandeld. Partij en staat waren in deze dictatuur immers een.
De Kampfabzeichen, in het Nederlands te vertalen als "gevechtsinsigne", was een categorie onderscheidingen van de Duitse Wehrmacht. De insignia hadden gemeen dat zij door de bevelhebbers van de strijdmachtonderdelen werden ingesteld.
Deze Kampfabzeichen worden geen van allen aan een lint gedragen en er is ook geen baton. Men speldt ze op de borst (meestal op de rechterborstzak van het uniform) en de schilden worden op de schouder vastgemaakt.
Alle Kampfabzeichen zijn ingesteld om aanwezigheid aan het front te belonen. Soms werden ze ook voor moed, verdienste of het behalen van bepaalde, van tevoren vastgestelde, resultaten toegekend. Dat kan het neerschieten van drie vliegtuigen zijn zoals bij het Luchtafweerinsigne van het Leger. Meestal gold de regel dat men een bepaald aantal dagen aan het front of op een oorlogsbodem in actieve dienst moest zijn geweest.
Tijdens de Tweede Wereldoorlog was het in Duitsland gebruikelijk geworden om ridderkruisdragers van het IJzeren Kruis, die ook het eikenloof droegen de "Kampfabzeichen" in goud en versierd met briljanten te verlenen.
Bijna alle na 1933 ingestelde versierselen zijn met een hakenkruis versierd. Dat betekent dat het verzamelen, tentoonstellen en verhandelen van deze onderscheidingen in Duitsland aan strenge wettelijke regels is onderworpen.
De vier geallieerden hebben na de bezetting van Duitsland het dragen van alle Duitse orden en onderscheidingen, dus ook die uit het Duitse Keizerrijk van vóór 1918, verboden. Dat verbod is in de DDR altijd van kracht gebleven.  Op 26 juli 1957 vaardigde de Bondsrepubliek Duitsland een wet uit waarin het dragen van onderscheidingen met daarop hakenkruizen of de runen van de SS werd verboden. Het dragen van de Orde van Verdienste van de Duitse Adelaar en het Ereteken voor de 9e November 1923, de zogenaamde "Blutorden", bleef streng verboden. Ook het verzamelen, tentoonstellen en afbeelden van de onderscheidingen werd aan strenge regels gebonden. Een aantal onderscheidingen werd ontdaan van de hakenkruizen en soms van hakenkruis en adelaar. In deze gedenazificeerde uitvoering mochten de onderscheidingen worden gedragen.

## Ridderorden
- Orde van Verdienste van de Duitse Adelaar , ook wel Orde van de Duitse Adelaar (Duits: Verdienstorden vom Deutschen Adler of Deutscher Adler-Orden) 1937 - 1945
- Nationale Duitse Prijs voor Kunst en Wetenschap (Duits: Deutscher Nationalpreis für Kunst und Wissenschaft) 1937
- Duitse Orde (Duits:  Deutscher Orden) 1942 - 1945
- Orde van het IJzeren Kruis (Duits: Orden vom Eisernen Kreuz) 1939 - 1945
- Orde van Oorlogsverdienste (Duits: Orden vom Kriegsverdienstkreuz) 1940
- Duits Kruis (Duits: Deutsches Kreuz)  1941 - 1945

## Militaire onderscheidingen
- Erekruis voor de Wereldoorlog (Duits: Ehrenkreuz des Weltkrieges 1914-1918) 1934 - 1945

### Spanje
- Herinneringsmedaille voor de Spaanse Vrijwilligers van de Blauwe Divisie (Duits: Erinnerungsmedaille für die spanischen Freiwilligen der Blauen Division) 1944
- Spanjekruis (Duits: Spaniënkreuz) 1936 - 1939
- Tankbadge voor het Legioen Condor (Duits:  Panzertruppenabzeichen der Legion Condor) 1936 - 1939
- Gewondeninsigne voor Duitse Vrijwilliger in de Spaanse Vrijheidsstrijd (Duits: Verwundetenabzeichen für deutsche Freiwillige im Spanischen Freiheitskampf) 1934 - 1945
- Medaille voor de Spaanse Burgeroorlog 1936-1939 (Duits: Medalla de la Campaña Española (1936–1939))

### Tweede Wereldoorlog
- IJzeren Kruis (Duits: Eisernes Kreuz) Stichting van 1939
- Oorlogsherdenkingsmunt 1939-1940 (Duits: Kriegsdenkmünze) 1939 - 1940
- Oorlogsherdenkingsmunt 1939-1941 (Duits: Kriegsdenkmünze) 1939 - 1941
- Kruis voor Oorlogsverdienste (Duits: Kriegsverdienstkreuz) 1939
- Duits Kruis (Duits: Deutsches  Kreuz) 1941
- Erebladgesp (Duits: Ehrenblattspange) 1944 - 1945
- Gewondeninsigne (Duits: Verwundetenabzeichen) 1939
- Medaille voor de Winterslag in het Oosten (Duits: Medaille Winterschlacht im Osten) Bijgenaamd de "Gefrierfleischorden" 1941
- Italiaans-Duitse Herinneringsmedaille aan Afrika (Duits: Italiënisch-Deutsche Afrika-Erinnerungsmedaille)

### Heer (Landmacht)
- Dienstonderscheiding van Leger en Marine (Duits: Dienstauszeichnung für Heer und Marine) 1939
- Narvikschild (Duits:  Kampfabzeichen für Narvik) 1940 - 1941
- Cholmschild (Duits: Kampfabzeichen für Cholm) 1942
- Krimschild (Duits:  Kampfabzeichen für die Krim) 1943
- Demjanskschild (Duits: Kampfabzeichen für) 1943 - 1944
- Kubanschild (Duits: Kampfabzeichen für Kuban) 1943 - 1944
- Warschauschild (Duits: Kampfabzeichen für Warschau) 1944
- Laplandschild (Duits: Kampfabzeichen für Lapland) 1945
- Lorientschild (Duits: Kampfabzeichen für Lorient) 1944
- Arnhemschild (Duits: Kampfabzeichen für Arnheim) 1944
- Stalingradschild (Duits: Kampfabzeichen für Stalingrad) 1942 - 1943
- Laplandschild (Duits: Kampfabzeichen für Lappland) 1945
- Lorientschild (Duits: Kampfabzeichen für Lorient) 1944 - 1945
- Boedapestschild (Duits: Kampfabzeichen für Budapest) 1944
- Duinkerkenschild (Duits: Kampfabzeichen für Dünkirchen) 1945
- Mouwband "KRETA" (Duits: Ärmelband "KRETA") 1942 - 1944
- Mouwband "AFRIKA" (Duits: Ärmelband "AFRIKA") 1942 - 1944
- Mouwband "METZ 1944" (Duits: Ärmelband "METZ 1944") 1944
- Mouwband "KURLAND" (Duits: Ärmelband "KURLAND") 1945
- Vrachtwagenchauffeursinsigne (Duits: Kraftfahrbewährungsabzeichen) 1942
- Nahkampfspange (Duits: Nahkampfspange) 1943
- Infanterie-Sturmabzeichen (Duits: Infanterie-Sturmabzeichen) 1939
- Allgemeines Sturmabzeichen (Duits: Allgemeines Sturmabzeichen) 1943
- Panzerkampfabzeichen (Duits: Panzerkampfabzeichen) 1939
- Luchtafweerinsigne van het Leger (Duits: Heeres-Flakabzeichen) 1939
- Parachutistenafweer insigne van het Leger (Duits: Fallschirmschützen-Abzeichen des Heeres) 1937
- Bijzonder Insigne voor het Uitschakelen van Tanks door Individuele Soldaten (Duits: Sonderzeichen für das Niederkämpfen von Panzerkampfwagen durch Einzelkämpfer) 1942
- Insigne voor het Vernietigen van Laagvliegende Vliegtuigen (Duits: Tieffliegervernichtungsabzeichen) 1939
- Insigne voor Waarnemers in Ballonnen (Duits: Ballonbeobachterzeichen) 1944
- Insigne voor Scherpschutters (Duits: Scharfschützenabzeichen) 1939
- Insigne voor de Berggidsen van het Leger (Duits: Abzeichen für Heeresbergführer) 1939

### Kriegsmarine (Marine)
- Dienstonderscheiding van Leger en Marine (Duits: Dienstauszeichnung für Heer und Marine) 1939
- Onderzeebootfrontgesp (Duits: U-Boots-Frontspange) 1944 - 1945
- Onderzeebootoorlogsinsigne (Duits: U-Boots-Kriegsabzeichen) 1939
- Torpedobootjager-Oorlogsinsigne, (Duits: Zerstörer-Kriegsabzeichen) 1940
- Mijnenveger-Oorlogsinsigne (Duits: Minensucher-Kriegsabzeichen) 1940
- Hulpkruiser-Oorlogsinsigne (Duits: Kriegsabzeichen für Hilfskreuzer) 1941
- Vlootoorlogsinsigne (Duits: Flotten-Kriegsabzeichen) 1941
- Motortorpedobootoorlogsinsigne (Duits: Schnellboot-Kriegsabzeichen) 1941
- Oorlogsinsigne van de Marineartillerie (Duits: Kriegsabzeichen für die Marine-Artillerie) 1941
- Insigne voor Blokkadebrekers (Duits: Abzeichen für Blockadebrecher) 1941
- Marinefrontgesp (Duits: Marine-Frontspange) 1944
- Gevechtsinsigne van het kleine Boordgeschut (Duits: Kampfabzeichen der Kleinkampfmittel) 1944
- Prestatie-insigne van de Westwerf (Duits: Westwerft-Leistungsabzeichen) 1939

### Luftwaffe (Luchtmacht)
- Dienstonderscheiding van de Luchtmacht (Duits: Dienstauszeichnung der Luftwaffe) 1939
- Gesp voor Gevechtsvluchten aan het Front (Duits: Frontflugspange) 1941
- Gevechtsinsigne voor de Luchtdoelartillerie (Duits: Kampfabzeichen der Flakartillerie) 1941
- Erdkampfabzeichen der Luftwaffe (Duits: Erdkampfabzeichen der Luftwaffe) 1942
- Nahkampfspange der Luftwaffe (Duits: Nahkampfspange der Luftwaffe) 1944
- Panzerkampfabzeichen der Luftwaffe (Duits: Panzerkampfabzeichen der Luftwaffe) 1939
- Seekampfabzeichen der Luftwaffe (Duits: Seekampfabzeichen der Luftwaffe ) 1939
- Flugzeugführerabzeichen (Duits: Flugzeugführerabzeichen) 1935 - 1945
- Beobachterabzeichen (Duits: Beobachterabzeichen) 1935 - 1945
- Gezamenlijke Piloot-Observatiebadge (Duits: Gemeinsames Flugzeugführer- und Beobachterabzeichen) 1935 - 1945
- Fliegerschützenabzeichen (Duits: Fliegerschützenabzeichen) 1939
- Fallschirmschützenabzeichen (Duits: Fallschirmschützenabzeichen) 1936
- Segelflugzeugführerabzeichen (Duits: Segelflugzeugführerabzeichen) 1940 - 1945
- Fliegererinnerungsabzeichen (Duits: Fliegererinnerungsabzeichen) 1939
- Niet-draagbare onderscheidingen van de Luftwaffe (Duits: Nicht tragbare Auszeichnungen der Luftwaffe) 1939 - 1945

### Waffen-SS en politie
- Bandenkampfabzeichen (Duits: Bandenkampfabzeichen) 1939

### Onderscheidingen voor buitenlanders en volkeren in het Oosten
- Tapferkeits- und Verdienstauszeichnung für Angehörige der Ostvölker (Duits: Tapferkeitsauszeichnung für Angehörige der Ostvölker) 1942 - 1945
- Kreuz des 2. Sibir-Reiter-Regiment (Duits: Kreuz des 2. Sibir-Reiter-Regiment) 1941 of later
- Kreuz des 5. Don-Kosaken-Reiter-Regiment (Duits: Kreuz des 5. Don-Kosaken-Reiter-Regiment) 1939
- Schulabzeichen der Jungkosaken des XV. Kosaken-Kavalerie-Korps (Duits: Schulabzeichen der Jungkosaken des XV. Kosaken-Kavalerie-Korps) 1939
- Abzeichen der 1. Offiziers-Schule der RAO (Duits: Abzeichen der 1. Offiziers-Schule der RAO) (ook wel van de PAO)

## Civiele onderscheidingen

### Algemeen
- Reddingsmedaille aan lint (Duits: Rettungsmedaille am Band ) 1933 - 1945
- Herinneringsmedaille voor Redding uit Gevaar (Duits: Erinnerungsmedaille für Rettung aus Gefahr) 1922 - 1945
- Rijksbrandweerteken (Duits:  Reichsfeuerwehrzeichen) 1936 - 1945
- Rijksereteken van de Mijnenredding (Duits: Reichsgrubenwehr-Ehrenzeichen) 1936
- Ereteken van de Luchtbescherming (Duitsland) (Duits: Luftschutz-Ehrenzeichen)
- Moederkruis (Duits: Mutterkreuz) 1938
- Medaille ter Herinnering aan de 13e Maart 1938 (Annexatie van Oostenrijk) (Duits: Medaille zur Erinnerung an den 13. März 1938) 1938 - 1940
- Medaille ter Herinnering aan de 1e Oktober 1938 (Annexatie van het Sudetenland) (Duits: Medaille zur Erinnerung an den 1. Oktober 1938) 1938 - 1941
- Medaille ter Herinnering aan de Thuiskomst van het Memelland (Volksstemming in het Memelland) (Duits: Medaille zur Erinnerung an die Heimkehr des Memellandes) 1939 - 1940

- Ereteken van de Duitse Verdedigingswal (Duits Deutsches Schutzwall-Ehrenzeichen) 1939 - 1945
- Dienstonderscheiding van het Derde Rijk (Duits: Treudienst-Ehrenzeichen)
- Dienstonderscheiding van de Douane (Derde Rijk) (Duits: Zollgrenzschutz-Ehrenzeichen) 1939 - 1944
- Dienstspelden (Derde Rijk) (Duits: Dienstnadeln)
- Gesp voor Burgerwaarnemers (Duits: Spange für Zivilbeobachter)
- Gesp voor Burgerpiloten (Duits: Spange für Zivilflieger)
- Insigne voor Trouwe Dienst in de Luchtvaartindustrie (Duits: Treueabzeichen der Luftfahrtindustrie)
- Insigne van de Duitse Akademie voor Luchtvaartonderzoek (Duits:Deutsche Akademie für Luftfahrtforschung)
- Ereplaquette voor Leden van de Cultuursenaat (Duits:Ehrenzeichen für Mitglieder des Reichs-Kultur-Senats)
- Dr. Ing. Fritz Todtprijs (Duits:Dr. Ing. Fritz Todt-Preis) 1943 - 1945
- Pionier van de Arbeid (Duits:Pionier der Arbeit) 1940 - 1944
- Oorlogsondernemer (Duits: Wehrwirtschaftführer) 1939 - 1944
- Ereteken van de Landbouwindustrie (Duits:  Ehrenzeichen des Reichsnährstandes) 1939 - 1944
- Insigne voor Technische Noodhulp (Duits: Nothelferzeichen der Technischen Nothilfe) 1928 - 1936
- Ereteken voor Technische Noodhulp (Duits: Ehrenzeichen der Technischen Nothilfe)  1935 - 1936
- Ereteken voor trouwe dienst (Duits: Treuedienst Ehrenzeichen )  1938 - 1945
- Medaille voor oorlogsverdienste (Duits: Kriegsverdienstemedaille)  1940 - 1945

### Onderscheidingen van de politie
- Dienstonderscheiding van de Politie (Duits:Polizei-Dienstauszeichnung) 1938 - 1944
- Alpinisteninsigne van de Gendarmerie (Duits: Gendarmerie-Alpinistenabzeichen)
- Alpinisteninsigne voor de Hoge Alpen van de Gendarmerie (Duits: Gendarmerie-Hochalpinistenabzeichen)
- Ski-insigne van de Politie (Duits: Polizei-Skiführerabzeichen)
- Berggidsinsigne van de Politie (Duits: Polizei-Bergführerabzeichen)
- Insigne van de Bergwacht en de Hulppolitie (Duits: Bergwacht-Hilfspolizeiabzeichen)

### Onderscheidingen van de Rijksarbeidsdienst
- Dienstonderscheiding van de Rijksarbeidsdienst (Duits: Dienstauszeichnung) 1939 - 1944

### Onderscheidingen van het Duitse Rode Kruis
- Ereteken van het Duitse Rode Kruis (Duits: Ehrenzeichen des Deutschen Roten Kreuzes) 1922 - genazificeerd in 1934 - 1945
- Ereteken voor Duitse Volkshulp (Duits:  Ehrenzeichen für Deutsche Volkspflege) 1939 - 1944
- Zusterkruis van het Duitse Rode Kruis (Duits: Schwesterkreuz des Deutschen Roten Kreuzes)

### Sportonderscheidingen
- Duits Olympisch Ereteken (Duits: Deutsches Olympia Ehrenzeichen) 1936
- Ereteken voor Sport (Duits: Sportehrenzeichen) 1936
- Duits Turn- en Sportinsigne (Duits: Deutsches Turn- und Sportabzeichen) ? - 1934
- Rijksinsigne voor Sport (Duits: Reichssportabzeichen) 1934 - 1944
- Kampioens- en prestatieinsigne van de DRL/NSRL (Duits: Meisterschafts- und Leistungsabzeichen der DRL/NSRL)
- Duits Ruiterinsigne (Duits: Deutsches Reiterabzeichen) 1930 - 1945 niet genazificeerd
- Duits Meninsigne (Duits: Deutsches Fahrerabzeichen) 1930 - 1945 niet genazificeerd
- Duits Paardenverzorgerinsigne (Duits: Deutsches Pferdepflegerabzeichen) 1933 - 1945 niet genazificeerd
- Duits Ruiter en Meninsigne (Duits: Deutches Reiterführerabzeichen) 1937 - 1945 niet genazificeerd
- Duits Motorsportinsigne (Duits: Deutsches Motorsportabzeichen) 1938 - 1941
- Insigne voor Ballonvarders 1929 (Duits: Abzeichen für Freiballonführer 1929, in 1933 als Abzeichen für Freiballonführer des NS Fliegerkorps genazificeerd - 1945
- Insigne voor Geoefende Piloten (Duits: Abzeichen für Motorflugzeugführer)  1938 - 1939
- Insigne voor Piloten van Zweefvliegtuigen (Duits: NSFK Segelfliegerabzeichen)
- Insigne voor Bouwers van Modelvliegtuigen (Duits: NSFK Modelflug-Leistungsabzeichen)

## Onderscheidingen van de NSDAP
- Insigne van de SA bijeenkomst bij Brunswijk 1931 (Duits: Abzeichen des SA - Treffens Braunschweig 1931)
- Ereteken voor de 9e November 1923, de zogenaamde "Blutorden". (Duits: Ehrenzeichen vom 9. November 1923)
- Insigne van Verdienste van de NSDAP (Duits:NSDAP-Verdienstabzeichen) 1923 - 1933
- Gouden Ereteken van de NSDAP (Duits: Goldenes Ehrenzeichen der NSDAP)
- Frontbannabzeichen Duits: Frontbannabzeichen)
- Herinneringsinsigne van de Gouw München-Oberbayern 1939 (Duits: Erinnerungsabzeichen Gau München-Oberbayern 1939)
- Coburg-insigne (Duits: Coburger Abzeichen)
- Insigne van de Neurenberger Partijdagen (Duits: Nürberger Parteitagsabzeichen)
- Insignes van de Duitse Gouwen (Duits: Gau-Abzeichen, Ehrenzeichen und Traditionsabzeichen)
- Dienstonderscheiding van de NSDAP (Duits: Dienstauszeichnung der NSDAP)
- Erechevron voor de Oude Strijders (Duits: Ehrenwinkel der Alten Kämpfer)

### Onderscheidingen van de SA
- Sportinsigne van de SA (Duits: SA-Sportabzeichen) 1933 - 1939
- Watersportinsigne van de SA (Duits: SA-Sportabzeichen für Seesport) 1933 en 1934
- Germaanse Prestatierune (Duits: Germanische Leistungsrune) 1943 - 1944
- Boordradiografieinsigne (Duits: Bordfunkerabzeichen)
- Vliegeniersinsigne van de SA (Duits: Flugzeugführerabzeichen)
- Vliegerinsigne van de SA (Duits:Fliegerabzeichen)

### Onderscheidingen van de SS
- Vliegerinsigne van SA en SS (Duits: SA-SS Fliegerabzeichen)
- Dienstonderscheiding van de SS (Duits: Dienstauszeichnung der SS) 1939
- SS-Schietinsigne (Duits: SS-Schießabzeichen) 1937

### Onderscheidingen van Hitlerjugend en Bond van Duitse Meisjes
- Prestatie-insigne van de Hitlerjugend (Duits: Hitlerjugend-Leistungsabzeichen) 1934 - 1944
- Prestatie-insigne van de Duitse Jongeren (Duits: Leistungsabzeichen des Deutschen Jungvolks) 1935 - 1944
- Prestatie-insigne van de Bund Deutscher Mäde (Duits: BDM-Leistungsabzeichen) 1935 - 1944
- Prestatie-insigne van de Jonge Meisjes (Duits: Jungmädel-Leistungsabzeichen) 1935 - 1944
- Sportinsigne van de Führer van de Hitlerjugend (Duits: Führer-Sportabzeichen der Hitlerjugend)
- Kampioensspelden van de Hitlerjugend (Duits: Siegernadel der Reichsjugendführung)
- Schietprijzen van de Hitlerjugend (Duits: Schießauszeichnungen der Hitlerjugend)
- Skileiderinsigne van de Hitlerjugend (Duits: Hitlerjugend-Skiführerabzeichen)
- Ereteken van de Hitlerjugend (Duits: Hitlerjugend-Ehrenzeichen) 1934 - 1943
- Potsdaminsigne (Duits: Potsdam-Abzeichen) 1932 - 1945
- Traditie-insigne Scharnhorst (Duits: Scharnhorst-Ehrenzeichen)
- Ereteteken van de Jongerenstorm Adolf Hitler (Duits: Ehrenzeichen des Jugendsturmes Adolf Hitler) 1933
- Zilveren Ereteken van de Nationaalsocialistische Studentenbond (Duits: Silbernes Ehrenzeichen des NS-Studentenbundes ) 1934
- Rijkswinnaar van de Beroepswedstrijd (Duits: Reichssieger der Berufswettkampf)
- Gouwwinnaar van de Beroepswedstrijd (Duits: Gausieger der Berufswettkampf)
- Districtswinnaar van de Beroepswedstrijd (Duits: Kreissieger der Berufswettkampf)